# Sonda de perfuração

Representação simplificada de uma sonda de perfuração.

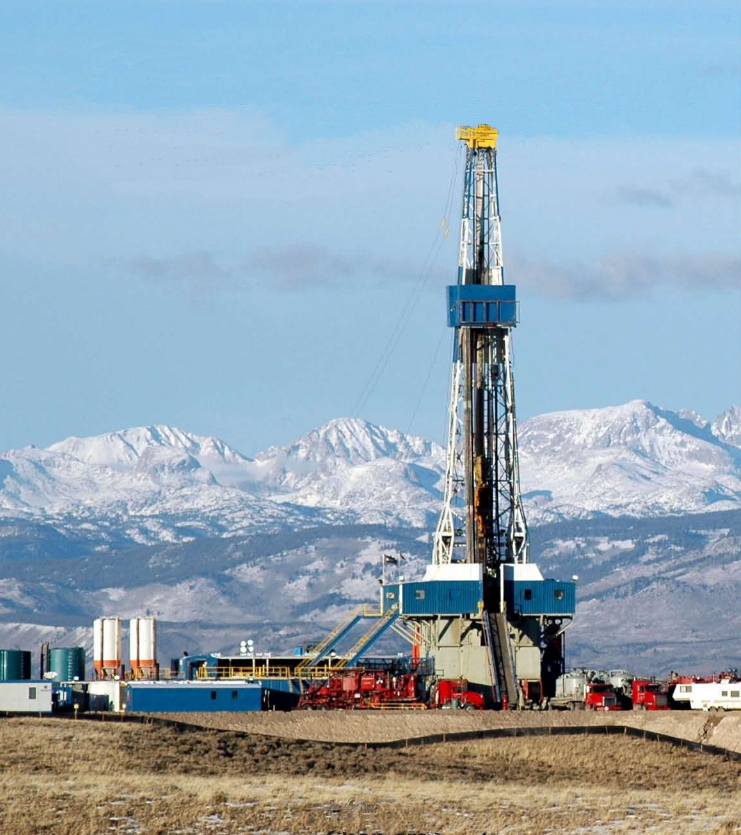
Sonda de perfuração atuando em um campo de gás natural em Wyoming EUA.

Sonda de perfuração ou Plataforma de perfuração são equipamentos utilizados para perfurar poços que permitam o acesso a reservatórios de petróleo ou gás natural. Dependendo da localização do reservatório, as sondas podem ser terrestres ou marítimas. Estas últimas são instaladas sobre uma base flutuante e podem ou não ter propulsão própria.
A sonda é composta pelos seguintes equipamentos:
1. Tanque de lama
2. Agitadores de argila
3. Linha de sucção de lama
4. Bomba do sistema de lama
5. Motor
6. Mangueira vibratória
7. Draw-works
8. Standpipe
9. Mangueira de perfuração
10. Goose-neck (Pescoço de ganso)
11. Traveling block
12. Linha de perfuração
13. Crown block
14. Derrick
15. Monkey board
16. Stand do duto de perfuração
17. Pipe rack
18. Swivel
19. Kelly drive
20. Mesa rotatória
21. Superfície de perfuração
22. Bell nipple
23. Ânulo do Blowout preventer (BOP – sistema de prevenção de fluxo descontrolado)
24. Dutos do Blowout preventer
25. Linha ou coluna de perfuração
26. Broca de perfuração
27. Cabeça do Casing
28. Duto de retorno da lama